# NGC 6211
NGC 6211 (również PGC 58775 lub UGC 10516) – galaktyka soczewkowata (SB0), znajdująca się w gwiazdozbiorze Smoka. Odkrył ją Lewis A. Swift 25 czerwca 1887 roku. Należy do galaktyk Seyferta typu 2.
W galaktyce tej zaobserwowano supernową SN 2013cw.